# Cleide
Cleide  è un nome proprio di persona italiano femminile.

## Origine e diffusione
Nome di scarsissima diffusione, che venne portato dalla madre di Saffo, e anche dalla figlia di quest'ultima, alla quale la poetessa greca dedicò alcune delle sue poesie.
Etimologicamente, deriva dal greco antico Κλεις (o Κλεϊς, Kleis), riconducibile forse ai sostantivi greci κλεος (kleos, "fama", "gloria") oppure κλείς (kleis, "chiave").

## Onomastico
Il nome è adespota, cioè non è portato da alcuna santa; l'onomastico ricade quindi il 1º novembre, giorno di Ognissanti.

## Persone
- Cleide Urlando, cestista italiana